# Sherif Ekramy
Sherif Ekramy (arabisch شريف إكرامي, DMG Šarīf Ikrāmī; * 1. Juli 1983 in Kairo) ist ein ägyptischer Fußballspieler, der zurzeit bei Pyramids FC unter Vertrag steht.
Am 16. August 2006 wurde der Torwart beim Freundschaftsspiel der ägyptischen Nationalmannschaft gegen Uruguay in der zweiten Halbzeit eingewechselt und kam somit zu seinem ersten Länderspieleinsatz. Er war Teil des ägyptischen Kaders bei der Fußballweltmeisterschaft 2018 in Russland, in der Ägypten in der Gruppenphase nach Niederlagen gegen Russland, Uruguay und Saudi-Arabien als letzter der Gruppe A ausschied. Er kam jedoch zu keinem Einsatz.